# Хасси, Уэйн
Уэйн Хасси (англ. Wayne Hussey, настоящее имя Джерри Уэйн Хасси; род. 26 мая 1958) — британский музыкант, известный как гитарист группы The Sisters of Mercy и лидер группы The Mission.

## Биография
Хасси рос в Бристоле, в молодости увлекался музыкой Марка Болана и его группы T. Rex, под впечатлением от которой решил стать гитаристом. Родители Уэйна были мормонами и хотели видеть сына миссионером, но Хасси пошёл против их воли и переехал в Ливерпуль, где стал играть в клубе Eric’s, имевшем большее значение в музыкальной среде того времени.
Первые шаги на сцене Хасси начинал с Паулин Мюррей (en:Pauline Murray) и группой The Invisible Girls, тогда же впервые попробовал себя в написании песен. Популярным Хасси стал после того, как присоединился к Dead or Alive по просьбе фронтмена группы Пита Бёрнса. Оттуда Хасси перешёл в легендарную группу The Sisters of Mercy, где играл на 12 и 6-струнных гитарах. После раскола в The Sisters of Mercy Хасси и басист Крейг Адамс создали группу The Mission, куда пригласили также барабанщика Мика Брауна (из Red Lorry Yellow Lorry) и гитариста Саймона Хинклера.
На концертах Хасси играет на гитаре Variax 500, в прошлом на Gretsch White Falcon. В студии использует как Fender Telecaster и Starcaster.
В 2008 году Хасси объявил об окончательном роспуске группы The Mission и начал сольную карьеру. В этом же году выпустил альбом «Bare».

## Личная жизнь
Уэйн Хасси известен как заядлый болельщик футбольного клуба Ливерпуль. После их победы в Лиге чемпионов УЕФА 2005, Хасси написал песню Draped in Red.
Живёт в Бразилии со своей второй женой Синтией. Имеет двух дочерей от предыдущих отношений.
В мае 2019 выпустил автобиографии под названием «Salad Daze»

## Сольное творчество
Альбомы:
- 2008 — «Bare»
- 2014 — «Songs of Candlelight and Razorblades»